# Gu Jun
Gu Jun (顾俊, Wuxi, 3 januari 1975) is een voormalig Chinees badminton-speelster. Haar specialiteit was het vrouwen-dubbelspel, haar partner was Ge Fei. Vanaf het midden van de jaren 90 tot hun stop in 2000 domineerden zij het vrouwen-dubbelspel.

## Olympische Spelen
Gu Jun deed namens China mee aan de Olympische Spelen van 1996 (Atlanta), in het vrouwen-dubbelspel, samen met haar vaste partner Ge Fei.
Het duo had in de eerste ronde een bye en kwam zo automatisch in de tweede ronde terecht, waarin ze het opnamen tegen Katrin Schmidt en Kerstin Ubben uit Duitsland. De Chinese dames wonnen in twee sets, 15-3 en 15-6.
In de kwartfinales stonden ze tegenover het Indonesische koppel Eliza Nathanael en Resiana Zelin. Ook deze partij ging in twee sets gewonnen: 15-7 en 15-3. Dankzij de overwinning kwam het Chinese koppel in de halve finale, waarin ze het op moesten nemen tegen Helene Kirkegaard en Rikke Olsen uit Denemarken. Na de winst (15-8 en 15-2) belandden de Chinese vrouwen in de finale.
In deze finale speelden ze tegen Gil Young-Ah en Jang Hye-Ock uit Zuid-Korea, en wisten deze te verslaan met 15-5 en 15-5 en daarmee de gouden medaille te veroveren.
In 2000 plaatsten Jun en Fei zich ook voor de Olympische Spelen, ditmaal in Sydney. Ook deze keer hadden ze een bye in de eerste ronde. In de tweede ronde versloegen ze het Zuid-Koreaanse duo Lee Hyo-jung en Yim Kyung-Jin met 15-3 en 15-5.
In de kwartfinales speelden ze tegen Eti Tantra en Chynthia Tuwankotta uit Indonesië, die ze versloegen met 15-3 en 15-5.
In de halve finales speelden ze tegen hun landgenoten Gao Ling en Qin Yiyuan. Ook deze partij ging naar Jun en Fei, 15-7 en 15-12, en ze stonden wederom in de finale.
Ook in de finale stonden ze tegenover een Chinees koppel, bestaande uit Huang Nanyan en Yang Wei. Gu Jun en Ge Fei wisten hun tweede Olympische gouden medaille te veroveren door hun landgenotes te verslaan met 15-10 en 15-4.

## Erelijst
- 2 maal winnaar vrouwen-dubbelspel, Badminton op de Olympische Zomerspelen (1996 en 2000)
- 2 maal winnaar vrouwen-dubbelspel, Wereldkampioenschappen badminton (1997 en 1999)
- 1 maal winnaar vrouwen-dubbelspel, Aziatische Spelen (1998)
- 4 maal winnaar vrouwen-dubbelspel, Aziatische badminton kampioenschappen (1994, 1995, 1998 en 1999)
- 2 maal winnaar met het Chinese team van de Uber Cup (1998 en 2000)
- 1 maal winnaar met het Chinese team van de Sudirman Cup (1997)
- 6 maal winnaar vrouwen-dubbelspel, World Badminton Grand Prix (1994, 1995, 1996, 1997, 1998 en 1999)
- 2 maal winnaar vrouwen-dubbelspel, Badminton World Cup (1996 en 1997)
- 4 maal winnaar vrouwen-dubbelspel, Singapore Open (1994, 1995, 1997 en 1998)
- 4 maal winnaar vrouwen-dubbelspel, All England (1996, 1997, 1998 en 2000)
- 4 maal winnaar vrouwen-dubbelspel, Japan Open (1995, 1997, 1998 en 1999)
- 3 maal winnaar vrouwen-dubbelspel, Thailand Open (1993, 1994 en 2000)
- 2 maal winnaar vrouwen-dubbelspel, Swiss Open (1997 en 1998)
- 1 maal winnaar vrouwen-dubbelspel, Indonesia Open (1995)
- 1 maal winnaar vrouwen-dubbelspel, Korea Open (1997)
- 1 maal winnaar vrouwen-dubbelspel, Malaysia Open (2000)

1992: Hwang Hye-young & Chung So-young ·
1996: Ge Fei & Gu Jun ·
2000: Ge Fei & Gu Jun ·
2004: Zhang Jiewen & Yang Wei ·
2008: Yu Yang & Du Jing ·
2012: Tian Qing & Zhao Yunlei  ·
2016: Misaki Matsutomo & Ayaka Takahashi ·
2020: Greysia Polii & Apriyani Rahayu ·
2024: Chen Qingchen & Jia Yifan